# Pepe Beúnza
Pepe Beúnza (Beas de Segura, Jaén, 1947) és considerat el primer objector de consciència al servei militar a l'estat espanyol de caràcter polític (és a dir, reivindicatiu d'un canvi social), i no solament religiós (tot i que ell es declarà catòlic), com havien dut a terme els testimonis de Jehovà abans d'ell.

## Biografia
Aviat es traslladà, a causa de l'ofici del seu pare, que era notari, a València, on feu els estudis universitaris d'enginyer tècnic agrícola participant també en el moviment antifranquista (fet pel qual va ser detingut diverses vegades). Viatjà per Europa en autoestop i el 1963 visità la Comunitat de l'Arca, on entrà en contacte amb Lanza del Vasto. Així es va introduir en la no-violència.
El gener de 1971, ja preparat, es presentà a la caserna i es va negar a incorporar-se a files, motiu pel qual se l'empresonà. El 23 d'abril, en un consell de guerra, se'l jutjà per desobediència i se’l condemna a quinze mesos que complirà en la presó de polítics de Jaén. En el moment en què entrà a la presó començà una campanya de suport, amb una marxa a la presó, en la qual participà Gonzalo Arias. Acabada la condemna, Pepe Beunza rep l'ordre de tornar a la caserna però en comptes de fer-ho, organitza un servei civil al barri d'Orriols, a València. Llavors, per donar publicitat a aquesta alternativa al servei militar fou jutjat en un nou consell de guerra per deserció. Es condemnat a un any de presó i a continuació se l'emporten en una corda de presoners per complir quinze mesos a un batalló disciplinari de la legió al Sàhara.
El 1975 ja en llibertat es traslladà a Catalunya, organitzant el grup d'objectors de Can Serra, que foren detinguts i empresonats al castell de Figueres. Llavors, amb la mort de Franco, es precipitaren ja els canvis, que donaren més visibilitat a la lluita d'objecció de consciència i l'antimilitarisme en què Pepe Beunza participà.

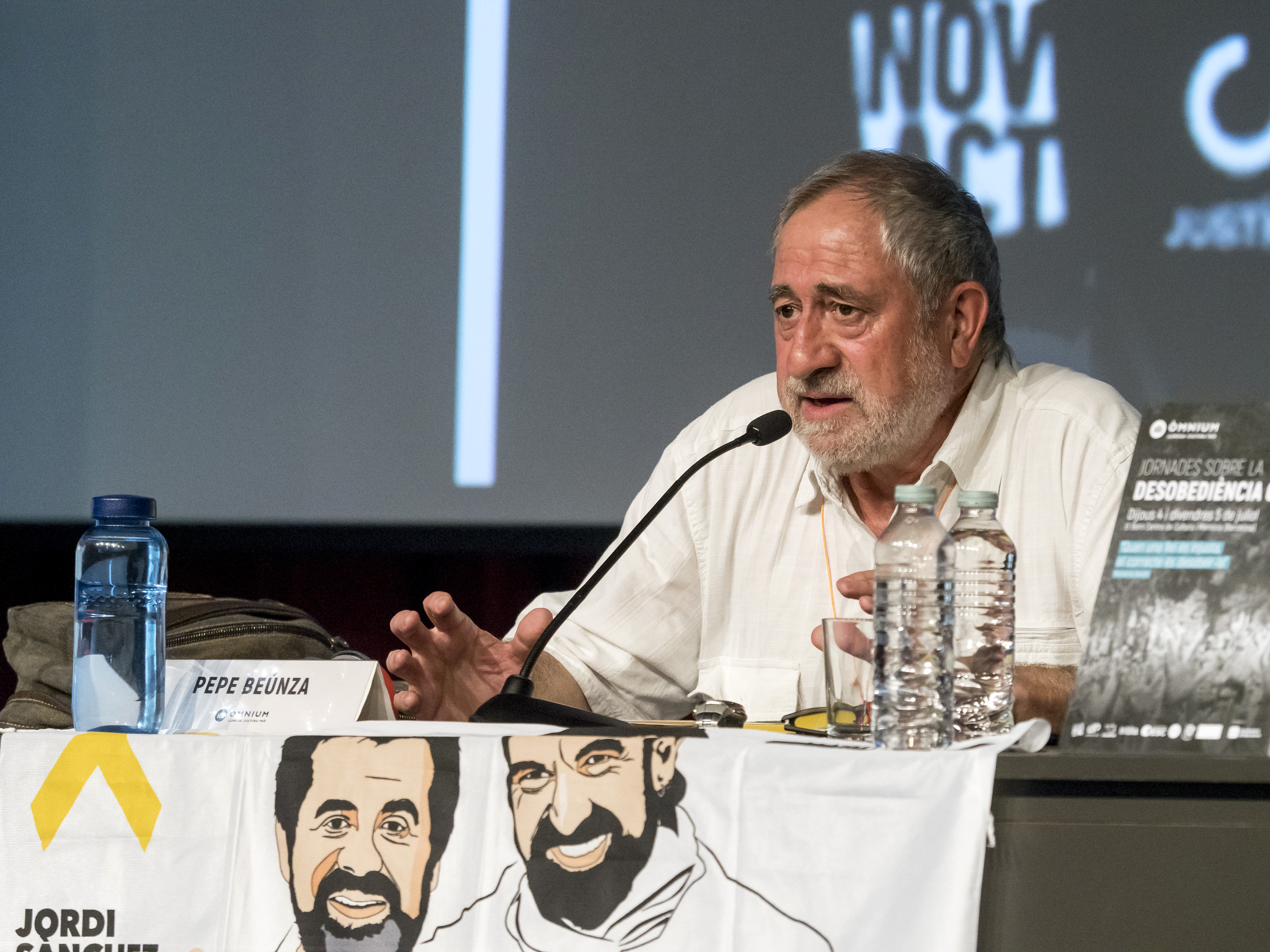
Beúnza, el 2019

Pepe Beunza va treballar de jornaler i d'okupa a Gallecs (vallès oriental) amb el moviment de comunes agrícoles, després durant 18 anys com a professor a la granja escola Torre Marimon de Caldes de Montbui, propietat de la Diputació de Barcelona. I més tard, com a tècnic al Parc Natural del Montnegre i el Corredor fins que es jubilà.
Se li concedí el Memorial Joan XXIII per la Pau (1970). El 29 de febrer de 2012, Pepe Beúnza va rebre el Premi de l'Institut Català Internacional per la Pau (ICIP) de Constructors de Pau en nom del col·lectiu d'objectors i insubmisos de consciència del servei militar obligatori.